# Lluís Claret i Serra
Lluís Claret i Serra (Andorra la Vella, 10 de març de 1951) és un violoncel·lista andorrà, fill de l'empresari i polític Andreu Claret i Casadessús, i la Maria Serra. És germà del violinista Gerard Claret i Serra, del periodista Andreu Claret i Serra i del defensor de la cultura catalana a França Joan Claret i Solé.
Pau Casals i Defilló, íntim amic del seu pare, fou el seu padrí.
Fill d'una família d'exiliats catalans, s'inicià al món de la música a l'Escola de Música del mestre Isidre Marva Palau, una filial del Conservatori del Liceu, situada a La Seu d'Urgell. Va estudiar violoncel amb Enric Casals i Defilló, Sants Sagrera, Josep Trotta, Radu Aldulescu, Bernhard Greenhouse, Eva Janzer i György Sebok i va ser un dels fundadors del Quartet Ciutat de Barcelona. Debutà al Palau de la Música Catalana l'any 1968, juntament amb el seu germà, de la mà d'Antoni Ros Marbà. El 1972 debutà com a solista amb el Concert per a violoncel i orquestra. És membre fundador de l'Escola de Música de Barcelona, on desenvolupa una activitat pedagògica.Ha estat professor del Conservatori d'Andorra, de Barcelona, de Bolonya i de Toulouse.
El 1993 va enregistrar per a Auvidis Valois la integral de les suites de Bach per a violoncel sol, que posteriorment va interpretar al Teatre Nacional de Catalunya el 1997. El 1996 va estrenar a Barcelona Elegía, de Joan Guinjoan. El 2007 va fundar el Berlín Trio amb la violinista Christiane Edinger i el pianista Klaus Hellwig.

## Reconeixements
Ha guanyat el premi Beethoven del Concurs Internacional Gaspar Cassadó (a Florència el 1973) i els primers premis dels concursos internacionals de Bolonya (1975), Pau Casals de Barcelona (1976) i Mstislav Rostropovič de La Rochelle (1977). També ha estat solista convidat a les orquestres National Symphony Orchestra, Orquestra Filharmònica de Moscou, English Chamber Orchestra o l'Hungaria Philharmonia, entre d'altres. També va rebre la Creu de Sant Jordi el 1996.